# Алексий Слав
Алексий Слав (на гръцки: Ἀλέξιος Σθλαῦος) e самостоятелен български владетел, деспот на княжество в Родопско-Пиринската област от 1207 до 1230 година.

## Биография
Алексий Слав произхожда от династията Асеневци – племенник на царете Асен, Петър и Калоян. Първи братовчед на цар Борил и севастократор Стрез. След смъртта на Калоян в 1207 година енергично се противопоставя на цар Борил, като го смята за узурпатор. През 1208 година влиза в договорни отношения с латинския император Анри Фландърски, който го удостоява с титлата „деспот“. Под негова власт са Западните и Централни Родопи и голяма част от Източна Македония, на изток от река Струма.
За Алексий Слав не се знае нищо чак до 1207/1208 година, но от последвалите събития проличава, че е бил известен и могъщ велможа, принадлежал към висшите управляващи среди. След убийството на цар Калоян под стените на град Солун (октомври 1207 година) в държавата настъпва смут – липсва твърдо установена наследствена практика. За трона имат претенции няколко личности, все роднини на убития цар – Борил и брат му Стрез, както и самият Алексий Слав. Борил изпреварва всички, жени се за вуйна си, вдовстващата царица, и започва репресии, за да задържи завоеванието си. Малолетните синове на цар Асен I – Иван Асен и Александър, са изведени в отдалеченото Галичко княжество (в Югоизточна Украйна), а Стрез търси закрила при сръбския жупан Стефан Първовенчани. Единствено Алексий Слав се противопоставя на Борил. Принуден е да стори това, тъй като разправата с неуспели претенденти обикновено е жестока и безпощадна – роднинските връзки нямат никакво значение. Вероятно в борбата срещу Борил Алексий Слав намира подкрепа сред непокорното родопско население и силните местни крепости, които са надеждна гаранция срещу притесненията на която и да било централна администрация.

## Вътрешна политика
Съвременните хронисти твърдят, че чрез измама и предателство Борил отнема земята на Алексий Слав и това, което му се полага по право. Така той също търси чужда закрила и помощ.
Междувременно Борил търпи поредица от военни неуспехи. През май 1208 година край Боруй (дн. Стара Загора) става сражение с кръстоносците на император Анри (Хенрих Фландърски), брат на погиналия в български плен Балдуин. Двете страни се оттеглят, без да спечелят решителна победа. Два месеца по-късно, през нощта на 1 август, край Пловдив, Борил понася тежко поражение. Латинците взимат кървав реванш за погрома при Одрин през 1205 година, като завладяват почти цяла Западна Тракия. Тогава в лагера на император Анри се появява Алексий Слав.
Един от летописците на Четвъртия кръстоносен поход (1199 – 1204 г.) описва подробно срещата между императора и българския велможа, който се държи не като обикновен молител, а със самочувствието на силен, суверенен владетел, който търси подходящ на ранга си съюзник. Анри приема Алексий Слав в палатката си в присъствието на най-прочутите барони и рицари. Съгласно етикета Алексий Слав коленичи, целува крака и ръката на императора. След това обещава васално подчинение и вярна служба. При това с неподозирана и изумителна за кръстоносците дързост поисква за съпруга едната дъщеря на Анри, като изрича следните думи:
| „ | Господарю, обърнаха ми внимание, че Вие имате дъщеря, която, моля Ви, ако обичате, да ми я дадете за жена. Аз съм човек доста богат със земя и съкровища от сребро и злато и в моята страна ме почитат доста като благородник... | “ |

Гордите думи първоначално пораждат насмешка у императора, който не скрива възмущението си от проявената дързост, граничеща според него с наглост. Някои негови барони обаче проявяват повече политически разум от господаря си. Те разбират, че не могат да удържат Тракия, ако между Борил и Алексий Слав се установи единодействие. Затова го убеждават да се съгласи с направеното предложение. Анри приема и се обръщат към госта си с думите:
| „ | Аз Ви давам дъщеря си, стига Бог да Ви позволи да ѝ се радвате. Аз Ви давам с нея и цялото завоевание, което ние направихме тук, при условие, че Вие ще бъдете мой човек и ще ми служите... | “ |

## Външна политика
Така императорът оповестява, че приема Алексий Слав сред своите васали. Освен това, вероятно в отговор на друго искане на родопския властелин, той потвърждава, че ще му помогне да завладее престола на България.
След няколко дни е обявен годежът, а в крепостта Станимака се състои втора среща между бъдещите роднини. На нея е определено времето на сватбата. Император Анри подарява на Алексий Слав любимия си кон – особен знак на благоразположение. Всъщност жестът е предназначен да подслади горчивата реалност – между тях все още няма пълно доверие. Алексий Слав е принуден да приеме в своите земи два рицарски отряда под командването на императорския брат Йосташ Фландърски.
Така завършва и тази среща. След това кръстоносците потеглят към Константинопол, спокойни, че са затвърдили властта си в Тракия и Родопите. По пътя към столицата Анри и Алексий Слав се срещат за трети път. Българският владетел бърза да вземе невръстната си още невеста. По поръка на императора тя е доведена в Силиврия. където бъдещият ѝ съпруг я вижда за първи път. След това тримата – бащата, дъщерята и зетят, потеглят за Константинопол. Сватбата е отпразнувана пищно. Императорският зет е почетен с най-високата възможна титла – „деспот“, а тържествата продължават цяла седмица. Скоро след това Алексий Слав се завръщат във владенията си. На раздяла император Анри дава обстойни съвети на дъщеря си как да се държи като съпруга, а тя обещава да изпълнява неговите наставления.
Обширният разказ на кръстоносния хронист показва недвусмислено, че в Константинопол гледат твърде сериозно на съюза с Алексий Слав. За момента той е единственият сигурен васал и съюзник сред враждебното обкръжение на Балканите. А и военните възможности, които има, не са за пренебрегване. Деспот Алексий Слав може да сдържа враждебните прояви на цар Борил, докато Анри се разправя с размирните ломбардски барони в Солунското кралство, които по това време се съюзяват с Борил.
Към края на 1208 година Анри предприема поход в Солунското кралство, а по същото време Борил нахлува във владенията на Алексий Слав. Българският цар успява да превземе Мелник, който малко преди това преминава под властта на деспота. Кампанията обаче се затяга, местното население не подпомага Борил. През пролетта на следващата година българският цар се насочва срещу Стрез в Македония, но конфликтът се урежда сравнително лесно. Оформил се антилатински съюз между двамата братя. Съвсем естествено те са враждебно настроени срещу братовчед си Алексий, който остава верен на васалните си клетви и запазва лоялност към височайшия си тъст.
През 1211 година Борил отново подновява войната с латините, като се възползва от заетостта на Анри в Мала Азия. Главната роля е отредена на севастократор Стрез, комуто царят изпраща 52 отряда войска. С тяхна помощ Стрез нахлува в Солунското кралство. Силите на рицарите са незначителни и без решителната намеса на деспот Алексий Слав, съдбата на държавата им би била по-различна. Стрез е разбит в Пелагонийската равнина от кръстоносците, а Славовите войски заедно с латинците отблъскват Борил и му нанасят тежки поражения – 24 отряда пехота и 2 отряда конница са пленени и безмилостно изклани от рицарите.
Деспот Алексий Слав се възползва от ситуацията. Разширява владенията си в Македония, отново завзема Мелник и дори пренася там столицата си. Всички негови действия са одобрени от император Анри Фландърски. През януари 1212 година той уведомява всички свои приятели от Европа, че Борил е узурпатор и е „заграбил владетелската титла и знаците на владетелското достойнство у българския народ“. Така той потвърждава дадените обещания при сродяването с Алексий Слав и отново признава претенциите му за престола в Търново.
През 1212 – 1213 година отношенията между България и Латинската империя започват постепенно да се подобряват. Нещо повече – Анри се жени за една от дъщерите на цар Калоян. Тази стъпка охлажда васалната вярност на деспот Алексий Слав. Той все повече придобива самочувствие на самостоятелен владетел и не признавава над себе си ничия власт. Все пак до смъртта на Анри през 1216 година спазва (поне формално) васалитета си.
Някъде между 1215 и 1216 година умира съпругата на Алексий Слав – незаконната дъщеря на Анри. Със смъртта на дъщерята връзките с латинците в Константинопол са прекъснати. В създалата се сложна обстановка на Балканите деспот Алексий Слав показва удивителен политически инстинкт за оцеляване. Той чувства растящата мощ на епирския деспот Теодор Дука Ангел Комнин, както и нарастващата заплаха от страна на България, където набира сили Иван Асен II. Слав преценява, че по-опасен е Теодор. Затова се сродява с него, като се жени за дъщеря на Йоан Петралифа, шурей на Теодор Комнин. Сближението с амбициозния грък запазва Славовите владения като остров насред епирските територии. Оттук нататък сведенията за Алексий Слав секват. Споменат е през 1228 година като враг на латинците. По-късно земята на Слав е спомената в договора между бившия йерусалимски крал Жан дьо Бриен и Латинската империя, сключен в Перуджа на 9 април 1229 г. Вероятно след битката при Клокотница (9. III. 1230) владенията му са присъединени към България под скиптъра на цар Иван Асен II.
Деспот Алексий Слав е последният и най-забележителен самостоятелен владетел на Балканите през първите десетилетия на XIII век. Той се задържа на политическата сцена повече от 20 години, при това непрекъснато усилва своята мощ и независимост. Границите на владенията му не могат да се уточнят съвсем сигурно. Все пак изследователите смятат, че на север граничат с България, на изток и юг – с Латинската империя и Солунското кралство, а на запад – с владенията на севастократор Стрез. Под властта на Алексий Слав са почти целите Родопи, Североизточна Македония – по средното течение на река Струма (Пиринска Македония) и на изток чак до Пловдив.
До 1211 – 1212 година Алексий Слав живее в родопската крепост Цепина, днес край село Дорково в Родопите (1207 – 1212), а след това се премества в Мелник (след 1212 г.). Там той се разпорежда като „самодържец“,, т.е. като самостоятелен, независим владетел. Това проличава от една негова (грамота) на гръцки език, издадена през 1220 г. Той дарява на манастира „Св. Богородица Спелеотиса“ в Мелник селото Катунци. В документа Алексий Слав се самоопределя като самодържец в държава, която е напълно независима. Той смята, че властта му е равна на царската – назовава манастира „деспотски и царски“. Дарява монашеската обител наистина по царски – дава ѝ земи, добитък, църковна утвар, книги.
Съвременниците имат твърде високо мнение за Алексий Слав. Византийският хронист Георги Акрополит отбелязва: "Планината Родопи, която се нарича и Ахридос, а също и Мелник... владеел Слав, който бил роднина на цар Асен и бил почетен с деспотство от Константинополския император Ерик (Анри), за чиято дъщеря, родена от незаконна връзка, той се бил оженил. Този Слав..., като завладял силния и почти непревзимаем за всички противници Мелник, станал самодържец и не се покорявал на никой от околните владетели. Понякога бил съюзник на италийците, свързвайки се с тях по роднинство, понякога държал страната на българите поради родство, а понякога – на Теодор Комнин. И никога никому не бил подчинен, нито пък се свързвал истински във вярност и съгласие...“.
Споменът за него живее със столетия в преданията и легендите. Името му се споменава в една грамота на владетеля Константин Драгаш през 1393 година. През XV и XVI век Родопите са наричани в някои извори Славееви гори – епоним от Слав. Река Доспат носи името си от титлата „деспот“ и вероятно е свързано с личността на Алексий Слав.
Не е известно българският деспот да е имал деца от двата си брака.

## Памет
На деспот Слав е наречена улица в квартал „Бъкстон“ в София (Карта).